# Три Протока
Три Протока (тат. Җәмәле) — село в Приволжском районе Астраханской области России. Административный центр Трёхпротокского сельсовета.

## История
Реконструкция маршрута посольства багдадского халифа в 921—922 годах по отчёту его секретаря Ахмеда ибн Фадлана выявила, что конечная точка посольства и место расположение зимней ставки эмира прикаспийских болгар Алмуша это нынешнее село Три Протока.

## География
Село находится в юго-восточной части Астраханской области, к востоку от Астрахани, к которому ведет шоссе Три Протока. Село стоит на протоке Кутум в дельте реки Волги.
Абсолютная высота -22 метра ниже уровня моря
К селу с восточной стороны примыкает посёлок Новый Кутум, с юга-запада посёлок Поляна, с северо-востока посёлок Новоначаловский, с северо-запада садовое товарищество (фактически — дачный посёлок) Казатум. 
Уличная сеть
состоит из 69 объектов: ул. 1-Питерская, ул. 2-Питерская, ул. Питерская, ул. Питерская 3-я, ул. Абрикосовая, ул. Аграрная, ул. Астраханская, ул. Болдинская, ул. Вишневая, ул. Восточная, ул. Гагарина, ул. Гоголя, ул. Дальняя, ул. Дорожная, ул. Заречная, ул. Звездная, ул. Зелёная, ул. Земляничная, ул. им Закира Муртазаева, ул. Имени Веры Жилкиной, ул. имени Павла Морозова, ул. Кирова, ул. Комсомольская, ул. Крестьянская, ул. Кубанская, ул. Куйбышева, ул. Ленина, ул. М.Джалиля, ул. Майская, ул. Мира, ул. Мирная, ул. Молодежная, ул. Н.Островского, ул. Набережная, ул. Нариманова, ул. Новая, ул. Парковая, ул. Пионерская, ул. Плещеева, ул. Победы, ул. Пограничная, ул. Придорожная, ул. Прикутумная, ул. Пугачева, ул. Пушкина, ул. Садовая, ул. Садоводческая, ул. Советская, ул. Солнечная, ул. Степная, ул. Строителей, ул. Тепличная, ул. Тихая, ул. Тукая, ул. Тупиковая, ул. Тутниковая, ул. Финиковая, ул. Фрунзе, ул. Цветочная, ул. Центральная, ул. Чайковского, ул. Чехова, ул. Широкая, ул. Школьная, ул. Щорса, ул. Юбилейная, ул. Южная, ул. Южная 2-я, ул. Яблоневая
Климат
умеренный, резко континентальный. Характеризуется высокими температурами летом и низкими — зимой, малым количеством осадков, а также большими годовыми и летними суточными амплитудами температуры воздуха.

## Население
| 2002 | 2010  | 2021  |
| ---- | ----- | ----- |
| 1996 | ↗2569 | ↗4418 |

Национальный и гендерный состав
По данным Всероссийской переписи, в 2010 году численность населения села составляла 2569 человек (1242 мужчин и 1327 женщин, 48,3 и 51,7 %% соответственно). Основное населения составляют татары (более 58%), также в селе проживают цыгане, русские и казахи.
Согласно результатам переписи 2002 года, в национальной структуре населения татары составляли 68 % от общей численности 1998
жителей.

## Инфраструктура
отделение почтовой связи села Три Протока (ул. им Закира Муртазаева, 6)
образование
Трехпротокская СОШ (ул. Ленина, 95)
сельское хозяйство
культура
административная деятельность
Администрация сельсовета

## Транспорт
Шоссе Три Протока соединяет село с Астраханью.
Через Село проходит маршрут «118» маршрутки

## Религия
Мечеть
- Мечеть